# Astorgi III Manfredi
Astorgi III Manfredi (Faenza 20 de juny de 1485-Castel Sant'Angelo, Roma, 9 de juny de 1502) va ser fill de Galeot Manfredi. El 1488 va succeir al seu pare quan va ser assassinat per la mare, com a senyor sobirà i vicari pontifici de Faenza, comte de Brisighella i Val Lemone, senyor i vicari pontifici de Fusignano, Donigaglia, i senyor de Savignano, Oriolo, Gesso, Cesate, Quarneto, Fognano, Cavina, Fornazzano, San Cassiano, Montalbergo, Santa Maria in Montalto, San Procolo, Castel Laderchio, Casola, Rio Secco, Fontanamoneta, Baffadi i Montebattaglia, fins a la seva deposició per Cèsar Borja el 25 d'abril de 1501, que el va enviar pres a Roma on va ser assassinat al Castel Sant'Angelo el 9 de juny de 1502.
Va ser capità de l'exèrcit de Florència el 1488. El 1494 es va casar amb Bianca Riario Sforza della Rovere (filla de Gerolamo Riario della Rovere, senyor d'Imola i Forli) però el matrimoni no es va consumar.